# Renate Brömme

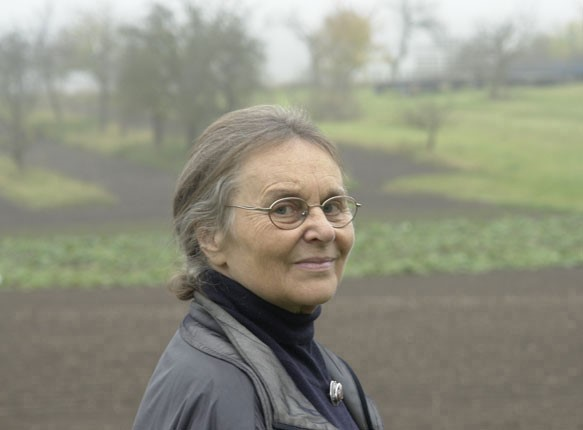
Renate Brömme Foto by Anne Brömme

Renate Brömme (* 22. Mai 1936 in Halle/Saale; † 27. November 2020) war eine deutsche Malerin, Grafikerin und Hochschullehrerin.

## Leben und Werk
Renate Brömme machte ab 1950 in Halle eine Lehre als Großhandelskaufmann und arbeitete bis 1960 in ihrem Beruf. Von 1958 bis 1960 nahm sie in Halle Zeichenunterricht bei dem Liebermann-Schüler Hanns Markowski. Nachdem sie 1960 das Abitur erworben hatte, studierte sie bis 1966 Grafik bei Walter Funkat an der Hochschule für industrielle Formgestaltung (HIF) Halle – Burg Giebichenstein. Danach arbeitete sie in Halle freischaffend als Malerin und Grafikerin. Seit Anfang der 1970er Jahre war die Landschaft des Saalekreises eines der häufigsten Themen ihrer Zeichnungen, Holzschnitte und Aquarelle.
Von 1978 bis 1987 hatte Renate Brömme einen Lehrauftrag an der HIF. Bis 2001 war sie Leiterin des fachpraktischen Studienjahres. „Sie war eine begnadete Lehrerin. Die Studierenden liebten sie.“
Renate Brömme hatte zahlreiche Personalausstellungen und Ausstellungsbeteiligungen, u. a. 1977/1978 an der VIII. Kunstausstellung der DDR in Dresden.
Sie war die Mutter der Malerin Anne (* 1963) und des Kommunikationsdesigners Till Brömme.

## Mitgliedschaften
- bis 1990 Mitglied des Verbandes Bildender Künstler der DDR
- ab 1991 Mitglied des Halleschen Kunstvereins e.V.

## Ehrungen
- 1980 Kunstpreis der Stadt Halle
- 1986 Verdienstmedaille der DDR

## Rezeption
„So ist in aller Stille über Jahrzehnte ein großartiges sehr stimmiges und feinnerviges Werk entstanden, das besonders für die enge Verbindung der Künstlerin zur Landschaft steht. Bei ihren Reisen hat sie ständig gezeichnet, so gibt es eine große Zahl von Skizzenbüchern. Aus diesem „Fundus“ sind dann im Atelier wiederum vielfach größerformatige und die Stimmung und Atmosphäre der von ihr erlebten Landschaften – von Mittelasien bis Schottland, aber immer wieder auch den Saalkreis – spiegelnde Aquarelle und Pastelle entstanden.“

## Werke (Auswahl)
- Saalkreislandschaft III (Aquarell, 21,5 × 42 cm, 1976)[3]
- Saalelandschaft bei Halle-Wettin (Holzschnitt, 31,5 × 32 cm, 1976)[4]
- Phönix (1979, Radierung, 16 × 20 cm)[5]
- An der Saale (Radierung, 14 × 16,5 cm, 1982)[6]
- Europäische Reformatoren (Entwurf für zwei Glasfenster in der Schlosskirche Wittenberg, 1983)[7]

## Einzelausstellungen der letzten Zeit
- 1999: Dresden, Antikenhalle des Albertinums (Papiercollagen)
- 2002: Neuzelle, Stift Neuzelle (Collagen; mit Wieland Förster)
- 2004: Magdeburg, Galerie Himmelreich (mit Heidi Wagner-Kerkhof)
- 2015: Halle, Kleine Galerie des Hallischen Kunstvereins (Aquarelle und Pastelle)